# NGC 6786
NGC 6786 este o galaxie seyfert de tip 2⁠(d) situată în constelația Dragonul. A fost descoperită în 3 octombrie 1886 de către Lewis A. Swift.